# Ole Sørensen (piłkarz)
Ole Sørensen (ur. 25 listopada 1937 w Kopenhadze, zm. 29 stycznia 2015) – duński piłkarz grający podczas kariery na pozycji pomocnika.

## Kariera klubowa
Karierę piłkarską Ole Sørensen rozpoczął w klubie Kjøbenhavns Boldklub w 1955. W 1965 przeszedł do niemieckiego 1. FC Köln. Po nieudanym sezonie w klubie z Kolonii Ole Sørensen przeniósł się do holenderskiego PSV Eindhoven w 1966. W drużynie Phillipsa grał przez dwa sezony i rozegrał w jej barwach w lidze holenderskiej 44 mecze, w których zdobył 11 bramek. W 1968 powrócił do KB, w którym w 1970 zakończył karierę. Z KB zdobył mistrzostwo Danii w 1968 oraz Puchar Danii w 1969.

## Kariera reprezentacyjna
W reprezentacji Danii Sørensen zadebiutował 18 czerwca 1961 w przegranym 1-2 meczu Mistrzostw Nordyckich ze Szwecją. W 1964 wystąpił w Pucharze Narodów Europy. Dania zajęła ostatnie, czwarte miejsce a Sørensen wystąpił w obu jej meczach z ZSRR i Węgrami. Ostatni raz w reprezentacji wystąpił 1 lipca 1969 w wygranym 6-0 towarzyskim meczu z Bermudami, w którym w 80 min. ustalił wynik meczu. Od 1961 do 1969 roku rozegrał w kadrze narodowej 25 meczów, w których zdobył 7 bramek.
| Mecze i gole w reprezentacji | Mecze i gole w reprezentacji | Mecze i gole w reprezentacji | Mecze i gole w reprezentacji | Mecze i gole w reprezentacji | Mecze i gole w reprezentacji | Mecze i gole w reprezentacji |
| #                            | Data                         | Miasto                       | Przeciwnik                   | Gol                          | Wynik                        | Rozgrywki                    |
| ---------------------------- | ---------------------------- | ---------------------------- | ---------------------------- | ---------------------------- | ---------------------------- | ---------------------------- |
| 1.                           | 18.06.1961                   | Kopenhaga                    | Szwecja                      |                              | 1:2                          | Mistrzostwa Nordyckie        |
| 2.                           | 17.09.1961                   | Oslo                         | Norwegia                     | Gol                          | 4:0                          | Mistrzostwa Nordyckie        |
| 3.                           | 20.09.1961                   | Düsseldorf                   | RFN                          |                              | 1:5                          | towarzyski                   |
| 4.                           | 19.05.1963                   | Budapeszt                    | Węgry                        |                              | 0:6                          | towarzyski                   |
| 5.                           | 03.06.1963                   | Kopenhaga                    | Finlandia                    |                              | 1:1                          | Mistrzostwa Nordyckie        |
| 6.                           | 23.06.1963                   | Kopenhaga                    | Rumunia                      |                              | 2:3                          | el. IO                       |
| 7.                           | 29.06.1963                   | Kopenhaga                    | Albania                      |                              | 4:0                          | el. ME                       |
| 8.                           | 15.09.1963                   | Oslo                         | Norwegia                     |                              | 4:0                          | Mistrzostwa Nordyckie        |
| 9.                           | 06.10.1963                   | Kopenhaga                    | Szwecja                      |                              | 2:2                          | Mistrzostwa Nordyckie        |
| 10.                          | 30.10.1963                   | Tirana                       | Albania                      |                              | 0:1                          | el. ME                       |
| 11.                          | 03.11.1963                   | Bukareszt                    | Rumunia                      |                              | 3:2                          | el. IO                       |
| 12.                          | 28.11.1963                   | Turyn                        | Rumunia                      |                              | 1:2                          | el. IO                       |
| 13.                          | 04.12.1963                   | Luksemburg                   | Luksemburg                   |                              | 3:3                          | el. ME                       |
| 14.                          | 10.12.1963                   | Kopenhaga                    | Luksemburg                   |                              | 2:2                          | el. ME                       |
| 15.                          | 17.06.1964                   | Barcelona                    | ZSRR                         |                              | 0:3                          | Euro 64                      |
| 16.                          | 20.06.1964                   | Barcelona                    | Węgry                        |                              | 1:3                          | Euro 64                      |
| 17.                          | 28.06.1964                   | Malmö                        | Szwecja                      |                              | 1:4                          | Mistrzostwa Nordyckie        |
| 18.                          | 11.10.1964                   | Kopenhaga                    | Norwegia                     |                              | 2:0                          | Mistrzostwa Nordyckie        |
| 19.                          | 21.10.1964                   | Kopenhaga                    | Walia                        |                              | 1:0                          | el. MŚ                       |
| 20.                          | 09.06.1965                   | Kopenhaga                    | Finlandia                    | Gol                          | 3:1                          | Mistrzostwa Nordyckie        |
| 21.                          | 20.06.1965                   | Kopenhaga                    | Szwecja                      | Gol                          | 2:1                          | Mistrzostwa Nordyckie        |
| 22.                          | 27.05.1969                   | Kopenhaga                    | Irlandia                     | Gol · Gol                    | 2:0                          | el. MŚ                       |
| 23.                          | 15.06.1969                   | Kopenhaga                    | Węgry                        | Gol                          | 3:2                          | el. MŚ                       |
| 24.                          | 25.06.1969                   | Kopenhaga                    | Szwecja                      |                              | 0:1                          | Mistrzostwa Nordyckie        |
| 25.                          | 01.07.1969                   | Aalborg                      | Bermudy                      | Gol                          | 6:0                          | towarzyski                   |